# Lijst van Tweede Kamerleden 1845-1848
De samenstelling van de Tweede Kamer der Staten-Generaal 1845-1848 biedt een overzicht van de Tweede Kamerleden in de periode tussen oktober 1845 en oktober 1848. De zittingsperiode ging in op 21 oktober 1845 en eindigde op 16 oktober 1848.
Er waren toen 58 Tweede Kamerleden, die verkozen werden door de Provinciale Staten van de 11 provincies die Nederland toen telde. Tweede Kamerleden werden verkozen voor een periode van drie jaar. Elk jaar werd een derde van de Tweede Kamer vernieuwd.

## Samenstelling na de verkiezingen van 1845

### Regeringsgezinden (22 zetels)
- Pieter van Akerlaken[1][2]
- Jean François Bijleveld[3]
- Hugo Adriaan van Bleyswijk[1][2]
- Johannes Enschedé[1]
- Jeremias Cornelis Faber van Riemsdijk[4][5]
- Daniël Théodore Gevers van Endegeest[4][5]
- Johan Christiaan van Haersolte van Haerst[6][2]
- Georgius Hiddema Jongsma[7][5]
- Mari Aert Frederic Henri Hoffmann[4][2]
- Nicolaas Pieter Jacob Kien[8][2]
- Gerrit van Leeuwen[1]
- Wilco Holdinga Lycklama à Nijeholt[7][5]
- Hendrik Menso[8]
- Arnold Hendrik Theodoor Michiels van Verduynen[9]
- Christiaan Jacques Adriaan van Nagell van Ampsen[10][5]
- Cornelis Bastiaan Nederburgh[4]
- Roeland Scheers van Harencarspel[10]
- Jacob Lodewijk Snouck Hurgronje[3][2]
- Cornelis Star Busmann[11]
- Albartus Telting[7]
- Cornelis Anne den Tex[1][5]
- Pieter François Timmers Verhoeven[4]

### Gematigde liberalen (21 zetels)
- Hendrik Backer[1][2]
- Willem Boreel van Hogelanden[4]
- George Isaäc Bruce[6]
- Jan Corver Hooft[1][5]
- Willem Herman Cost Jordens[6]
- Albertus Jacobus Duymaer van Twist[6][5]
- Jan Karel van Goltstein[8][5]
- Paulus Gouverneur[12]
- Daniël Hooft Jzn.[1]
- Jan Olphert de Jong van Beek en Donk[12][5]
- Gerrit Kniphorst[13][2]
- Johannes Luyben[12][2]
- Hendrik Jacob Herman Modderman[11][2]
- Jacobus Arnoldus Mutsaers[12][2]
- Johannes Sebastiaan van Naamen[1][2]
- Johan Theodoor Hendrik Nedermeyer van Rosenthal[10][5]
- Abraham van Rijckevorsel[4]
- Roverius Petrus Romme[12][5]
- Pieter Carel Schooneveld[4][2]
- Jacobus Johannes Uytwerf Sterling[1][2]
- Gerardus Wouter Verweij Mejan[4][5]

### Liberalen (14 zetels)
- Sebastiaan Hendrik Anemaet[4][5]
- Josias de Backer[3][5]
- Edmond Willem van Dam van Isselt[10][2]
- Schelto van Heemstra[7][2]
- Nicolaas van Heloma[7][2]
- Jacobus Mattheüs de Kempenaer[10][2]
- Lodewijk Caspar Luzac[4][5]
- Maximiliaan Jacob de Man[10]
- Engel Pieter de Monchy[4][5]
- Jan Ernst van Panhuys[11][5]
- Louis van Sasse van Ysselt[12]
- Lambertus Dominicus Storm[12][2]
- Martin Pascal Hubert Strens[9][2]
- Berend Wichers[11][5]

### Separatisten (1 zetel)
- Jean Joseph François Marie Hubert Cornéli[9][5]

## Bijzonderheden
- Bij de verkiezingen van 1845 werden 18 Tweede Kamerleden gekozen.
- De verkiezing van Pieter François Timmers Verhoeven (regeringsgezinden) werd betwist omdat er bij zijn verkiezing in de Provinciale Staten van Zuid-Holland twee blanco stemmen waren uitgebracht en hijzelf twee stemmen meer had behaald dan zijn tegenkandidaat. Hierdoor was de vraag of hij wel een absolute meerderheid had behaald. De Tweede Kamer oordeelde dat dit het geval was geweest en Timmers Verhoeven werd op 21 oktober 1845 geïnstalleerd.
- Nicolaas Pieter Jacobus Kien (regeringsgezinden) werd op 13 september 1845 door de Provinciale Staten van Utrecht verkozen als opvolger van de op 23 juli dat jaar overleden Walraven Robbert van Heeckeren van Brandsenburg, die in 1844 werd verkozen. De Tweede Kamer besloot hem op 27 oktober 1845 echter niet toe te laten als lid omdat er sprake was van onregelmatigheden. Na nieuwe verkiezingen werd hij wel toegelaten en op 12 november dat jaar werd hij geïnstalleerd.
- Wilco Holdinga Lycklama à Nijeholt (regeringsgezinden) werd op 12 november 1845 geïnstalleerd, nadat hij door de Provinciale Staten van Friesland als Tweede Kamerlid was verkozen, als opvolger van de in 1843 verkozen Seerp Brouwer (gematigde liberalen), die op 28 juli 1845 ontslag had genomen uit het parlement.

## Tussentijdse mutaties

### 1845
- 19 november: Jacob Lodewijk Snouck Hurgronje (regeringsgezinden) overleed. De Provinciale Staten van Zeeland verkozen Abraham Jacobus Frederik Egter van Wissekerke als zijn opvolger. Hij werd 6 februari 1846 geïnstalleerd.

### 1846
- Bij de verkiezingen dat jaar werd het mandaat van 20 leden van de Tweede Kamer hernieuwd. Tweede Kamerlid Berend Wichers (liberalen) werd niet herkozen door de Provinciale Staten van Groningen, Cornelis Anne den Tex (regeringsgezinden) was in Noord-Holland dan weer geen kandidaat voor een hernieuwing van zijn mandaat. Hun mandaat als Tweede Kamerlid liep op 19 oktober dat jaar af. Hun opvolgers waren respectievelijk Christopher Meyer Nap en David Borski (beiden regeringsgezinden), die op respectievelijk 20 en 22 oktober 1846 werden geïnstalleerd.
- 18 oktober: Arnold Hendrik Theodoor Michiels van Verduynen (regeringsgezinden) overleed.  De Provinciale Staten van Limburg verkozen Louis Beerenbroek als zijn opvolger. Hij werd op 20 maart 1847 geïnstalleerd.
- 23 oktober: Martin Pascal Hubert Strens (liberalen) nam ontslag vanwege zijn benoeming tot procureur-generaal van Noord-Brabant.De Provinciale Staten van Limburg verkozen Johan Lodewijk Matthias Leclercq (gematigde liberalen) als zijn opvolger. Omdat Leclercq niet binnen de Nederlandse grenzen was geboren, werd die in februari 1847 niet toegelaten als Tweede Kamerlid. Vervolgens werd de separatist Clement Maria Alexander Augustinus Wenzeslaus Nereus de Weichs de Wenne verkozen, die op 4 mei 1847 werd geïnstalleerd.
- 30 november: Hendrik Backer (gematigde liberalen) overleed. De Provinciale Staten van Noord-Holland verkozen Hendrik van Beeck Vollenhoven als zijn opvolger. Hij werd op 8 februari 1847 geïnstalleerd.

### 1847
- Bij de verkiezingen dat jaar werd het mandaat van 20 leden van de Tweede Kamer hernieuwd. Pieter van Akerlaken (regeringsgezinden) was in Noord-Holland geen kandidaat voor een hernieuwing van zijn mandaat, hetzelfde gold voor Hugo Adriaan van Bleyswijk (regeringsgezinden) in dezelfde provincie en Hendrik Jacob Herman Modderman (gematigde liberalen) in Groningen. Lambertus Dominicus Storm (liberalen) werd in Noord-Brabant dan weer verslagen door zijn tegenkandidaat. Hun mandaat als Tweede Kamerlid liep op 17 oktober dat jaar af. Hun opvolgers waren respectievelijk Pieter Opperdoes Alewijn (regeringsgezinden), Hendrik Jan Smit, Berend Wichers en Johannes Baptista Bots (allen liberalen). Smit en Bots werden op 18 oktober 1847 geïnstalleerd, Wichers op 19 oktober en Opperdoes Alewijn op 27 oktober.
- 21 oktober: George Isaäc Bruce (gematigde liberalen) nam ontslag vanwege zijn benoeming tot gouverneur van Overijssel. De Provinciale Staten van Overijssel verkozen Carel Marius Storm van 's Gravesande als zijn opvolger. Hij werd op 9 november dat jaar geïnstalleerd.

### 1848
- 29 juni: Lodewijk Caspar Luzac (liberalen) nam ontslag vanwege overspannenheid. De Provinciale Staten van Zuid-Holland verkozen Æneas Mackay (antirevolutionairen) als zijn opvolger. Hij werd op 11 juli dat jaar geïnstalleerd.
- 30 juni: Louis Beerenbroek (liberalen) nam ontslag vanwege zijn benoeming tot hertogelijk-Limburgs commissaris voor de Duitse hoofdzaken. De Provinciale Staten van Limburg verkozen Hendrik Herman Geradts (gematigde liberalen) als zijn opvolger. Hij werd op 19 juli dat jaar geïnstalleerd.
- 18 september: Josias de Backer (liberalen) vertrok uit de Tweede Kamer. De Provinciale Staten van Zeeland verkozen Jan Jacob Slicher van Domburg (gematigde liberalen) als zijn opvolger. Hij werd op 5 oktober dat jaar geïnstalleerd.
- 18 september: 58 buitengewone Tweede Kamerleden werden geïnstalleerd vanwege de op til zijnde grondwetsherziening. Hun lidmaatschap liep voor de duur van de lezing van de grondwetsherziening. Na de goedkeuring van de grondwetsherziening liep het mandaat van deze buitengewone leden op 7 oktober 1848 af. De buitengewone leden worden hieronder vermeld.

## Buitengewone leden

### Liberalen (28 zetels)
- Binse Albarda[7]
- Hendricus Antonius Bijvoet[12]
- Dominicus Blankenheym[4]
- Louis Bloemarts[9]
- Jan Hendrik van Boelens[7]
- Abraham Boxman[4]
- Cornelius Joannes de Bruyn Kops[1]
- Jentje Cats Epz.[7]
- Jacob van Dam van Noordeloos[4]
- Josephus Cornelis Delhez[12]
- Willem Jan Cornelis van Hasselt[1]
- Arnoldus Antonius Heeren[12]
- Joan Nicolaas Josef Heerkens[6]
- Johannes Franciscus van der Heijde[12]
- Franciscus Johannes Jespers[12]
- Willem Johan Pieter Kroef[3]
- Ary Kwak van Zwartewaal[4]
- Hendrik van Loghem[6]
- Johannes Servaas Lotsy[4]
- Regnerus Tjaarda Mees[11]
- Adriaan Jan van Roijen[11]
- Jan Willem Schiff[10]
- Isaäc Antoni Soetens van Roijen[6]
- Bartholomeus Sloet tot Oldhuis[10]
- Ludolph Anne Jan Wilt Sloet van de Beele[10]
- Lambertus Dominicus Storm[12]
- Cyprianus Johannes van der Veen[7]
- Arend van Weel Azn.[4]

### Gematigde liberalen (11 zetels)
- Cornelis Backer[1]
- Philippus Lodewijk Begram[4]
- Jeronimo de Bosch Kemper[1]
- Floris Adriaan van Hall[1]
- Willem Kaars Sijpesteijn[1]
- Johannes Carolus van der Meer Mohr[3]
- Marinus Cornelis Paspoort van Grijpskerke[3]
- Andreas Anthonius Reael[1]
- Hendrik Vos[13]
- Pieter Hendrik van de Wall[4]
- Jan Carel van Wessem[1]

### Regeringsgezinden (9 zetels)
- Johan Daniël Cornelis Carel Willem d'Ablaing van Giessenburg[8]
- Cornelis van Foreest[1]
- Gerrit Hooft[4]
- Joannes Benedictus Hyacinthus van de Mortel[12]
- Florent Sophius op ten Noort[10]
- Jan Marius Swart[9]
- Cornelis Anne den Tex[1]
- Albert Jacob Joseph Hubert Thissen[9]
- Pieter Benjamin Johan Vegilin van Claerbergen[7]

### Ultraconservatieven (6 zetels)
- François Pierre Bijleveld[10]
- Hendrik Johan Caan[4]
- Hendrik Cock[4]
- Antonius Modderman[11]
- Charles Nepveu[8]
- Hendrik Nienhuis[11]

### Antirevolutionairen (3 zetels)
- Frederik van Hogendorp[4]
- Willem van Lynden[10]
- Johan Frederik van Reede van Oudtshoorn[8]

### Liberaal-Katholieken (1 zetel)
- Joannes Antonius Christianus Arnoldus van Nispen van Sevenaer[10]